# Mōri Takamoto
Mōri Takamoto (毛利 隆元?; 1523 – 18 settembre 1563) è stato un samurai daimyō giapponese del periodo Sengoku, figlio di Mōri Motonari.

## Biografia
Takamoto era il figlio maggiore di Mōri Motonari. Servì come ostaggio del clan Oūchi nel 1537 e sposò una figlia adottiva di Ōuchi Yoshitaka. Ritornò ad Aki nel 1541 e divenne il daimyō ufficiale dei Mōri nel 1547, sebbene suo padre continuasse ad aiutare a dirigere la famiglia anche dopo il suo ritiro. Nel 1555 partecipò alla battaglia di Miyajima.
Nel 1560 Takamoto ricevette il titolo Daizen-daibu con la benedizione della shogunato Ashikaga, un gesto in riconoscimento delle donazioni dei Mōri alle casse dello shogunato.
Quando Ōuchi Yoshinaga morì nel 1557, i Mōri videro l'opportunità di impadronirsi delle terre degli Ōuchi; tuttavia anche i clan Ōtomo a ovest e Amago a nord ebbero idee simili. Takamoto ottenne un notevole incremento del suo potere nel 1560-1563, quando fu nominato da Ashikaga Yoshiteru shugo delle province di Aki, Nagato, Suō e Bitchū. Amago Haruhisa morì improvvisamente nel 1560 e Ōtomo Sōrin iniziò a dedicare risorse significative all'attacco del territorio Amago.
Su consiglio od ordine del padre, Takamoto colse l'opportunità di attaccare il territorio degli Ōuchi. Stava guidando gli eserciti Mōri attraverso la provincia di Bingo quando, il 18 settembre 1563, morì improvvisamente di avvelenamento all'età di 41 anni. Da allora gli storici hanno identificato in Wachi Saneharu, un samurai della provincia, come il colpevole..
Motonari accusò un certo numero di samurai di aver cospirato nell'assassinio e li costrinse a commettere seppuku. Il figlio di Takamoto, Mōri Terumoto, fu scelto come suo erede, anche se Motonari continuò a esercitare il vero potere.